# ماسولة
ماسولة هي إحدى البلدات السياحية الشهيرة بمحافظة گيلان في إيران. وتقع إلى الغرب من رشت عاصمة المحافظة. يقدر عدد سكانها بـ 554 نسمة .

## معرض صور

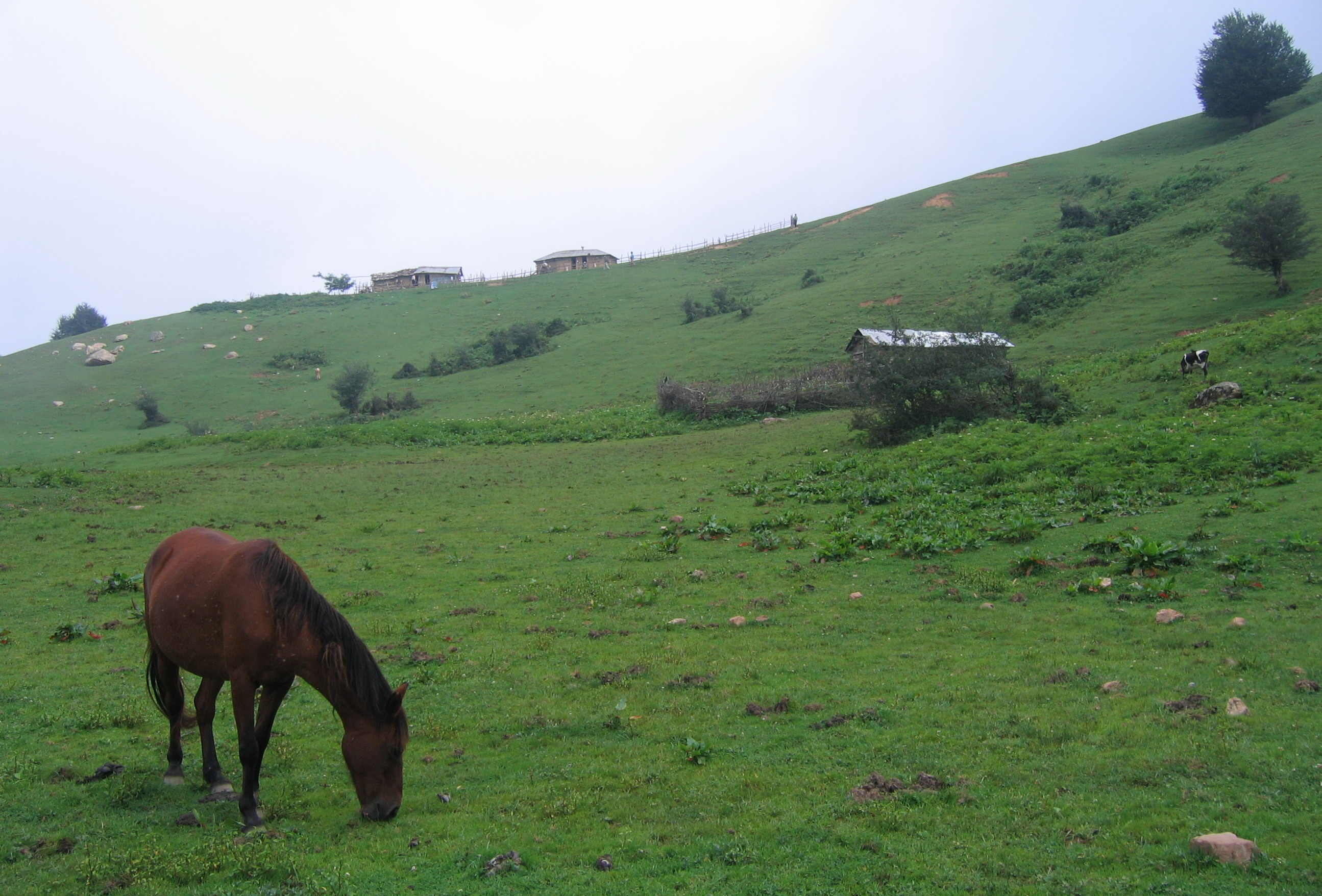
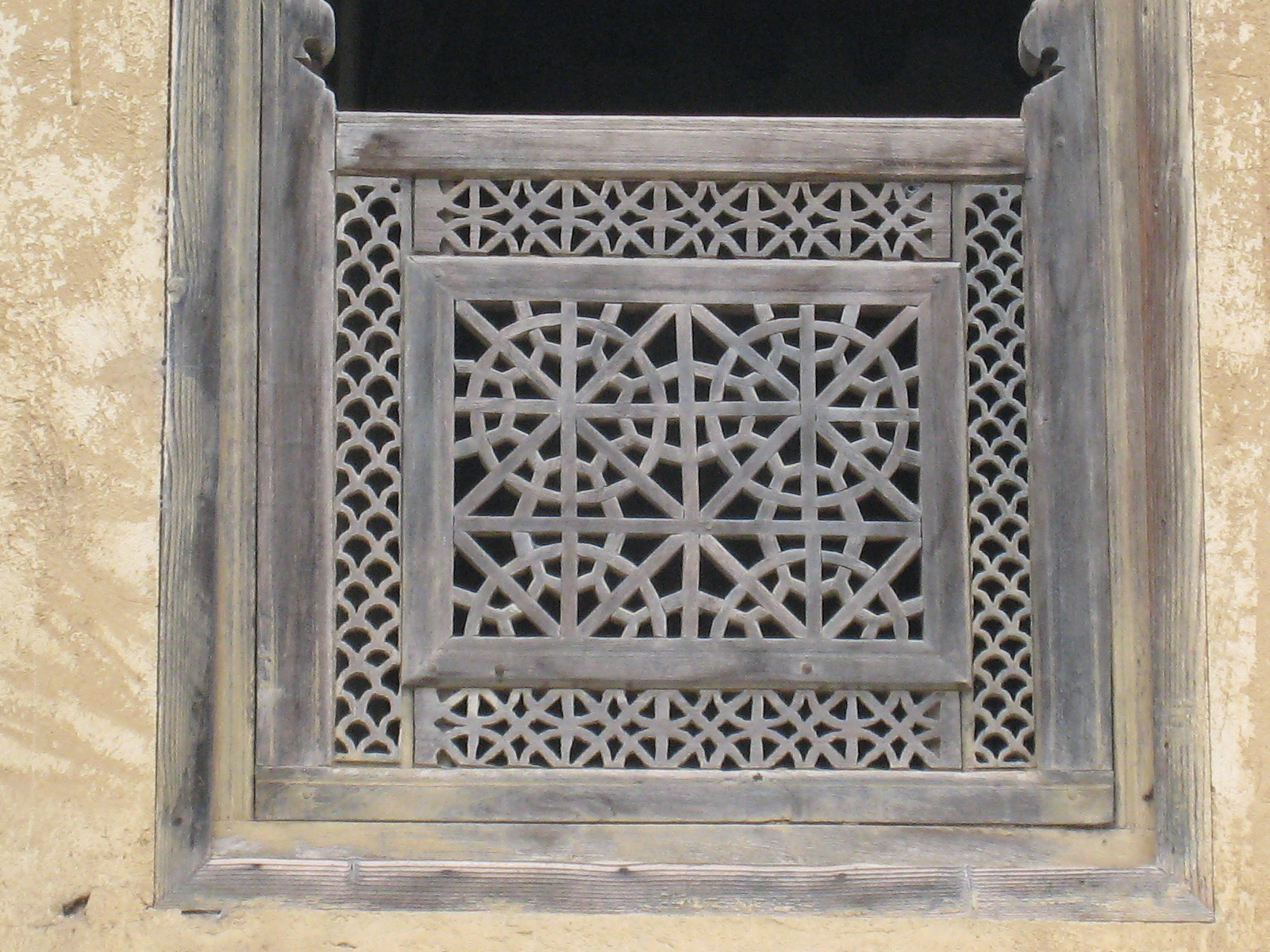
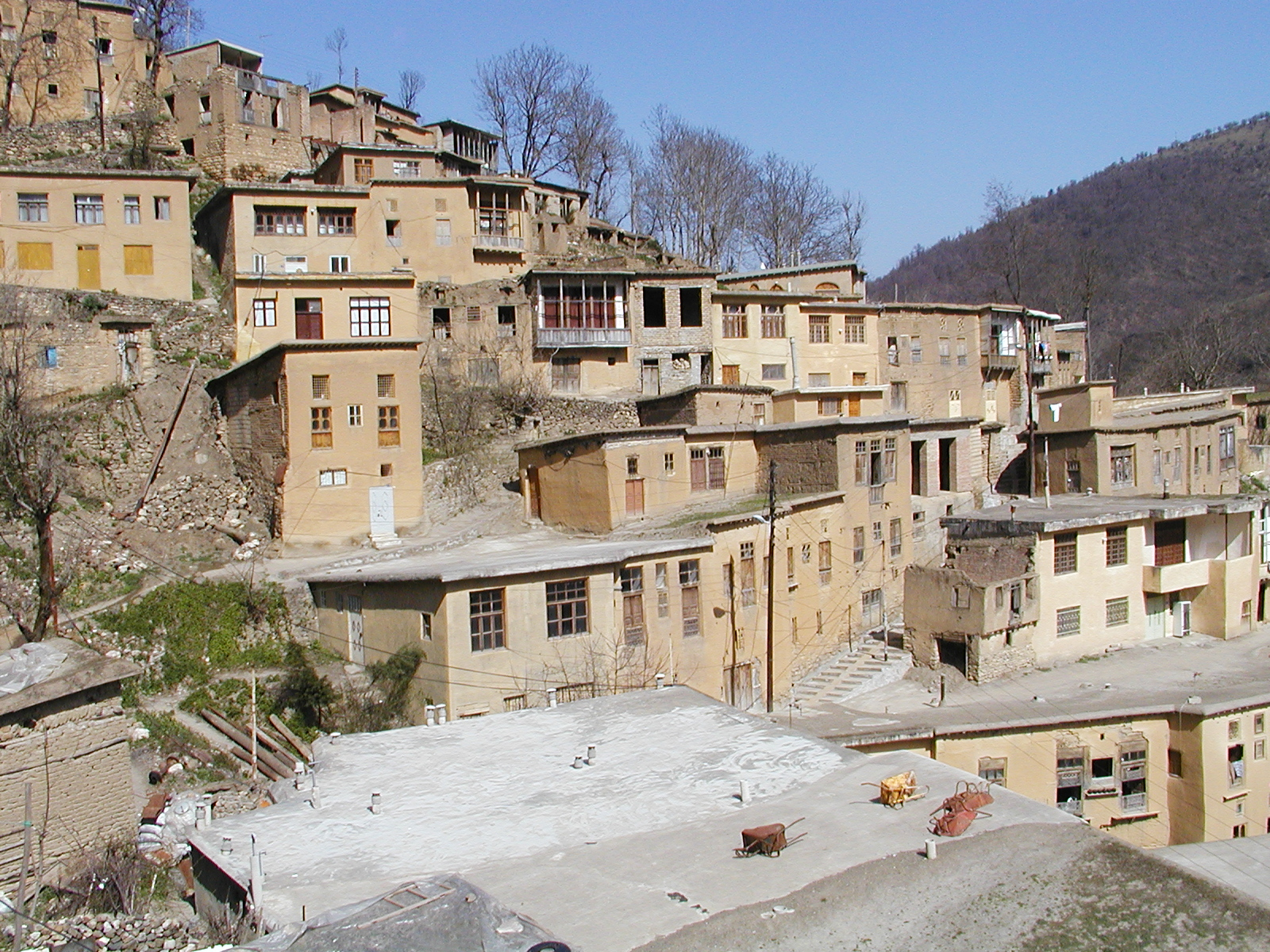
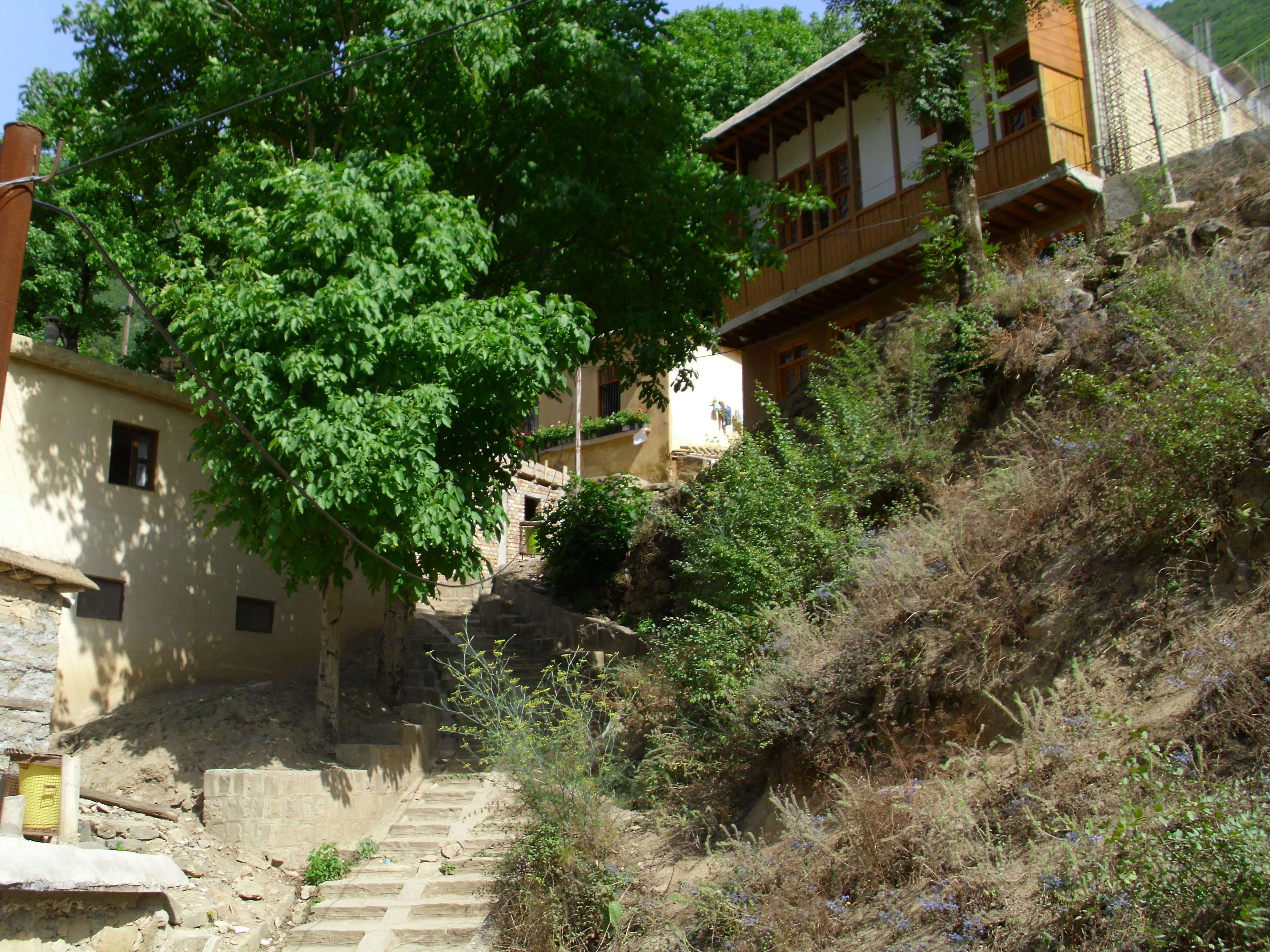
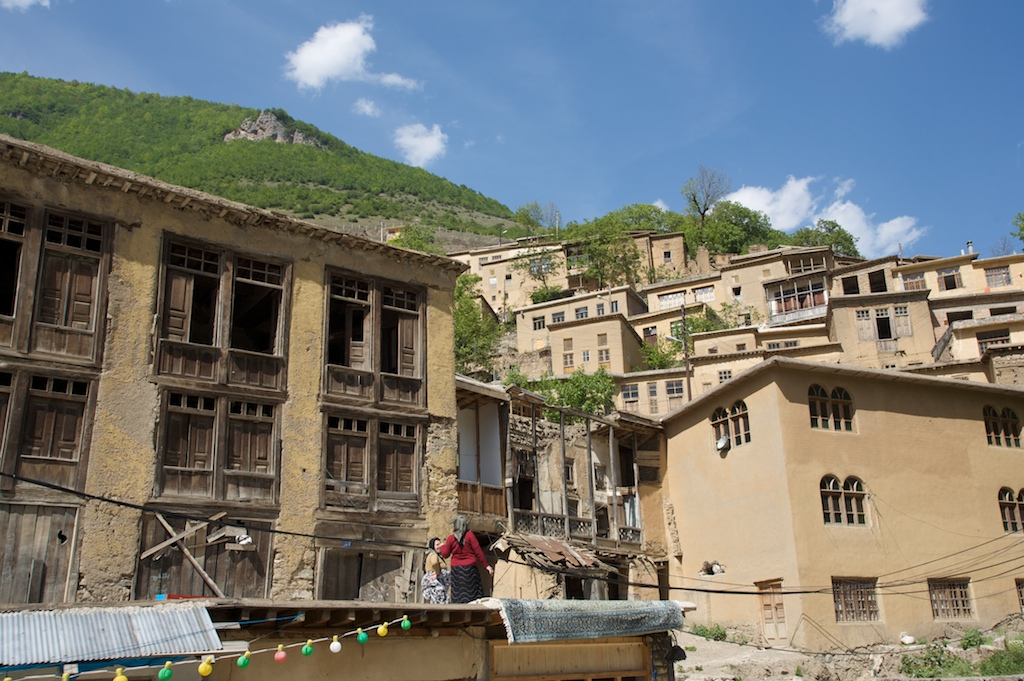